# Adetus lineatus
Adetus lineatus är en skalbaggsart som beskrevs av Martins och Maria Helena M. Galileo 2003. Adetus lineatus ingår i släktet Adetus och familjen långhorningar. Inga underarter finns listade i Catalogue of Life.